# Akhil Kumar
Akhil Kumar (ur. 27 marca 1981 w Faizabadzie) – indyjski bokser, dwukrotny olimpijczyk (2004, 2008), zdobywca złotego medalu na Igrzyskach Wspólnoty Narodów (2006).

## Kariera amatorska
W maju 2003 uczestniczył w kubańskim turnieju Giraldo Cordova Cardin. Udział zakończył na ćwierćfinale, przegrywając na punkty z reprezentantem gospodarzy Yuriorkisem Gamboą. W lipcu 2003 był uczestnikiem Mistrzostw Świata w Bangkoku, gdzie rywalizował w kategorii muszej. Przegrał tam swój pierwszy pojedynek z Gieorgijem Bałakszynem.
W październiku 2003 reprezentował Indie na pierwszych w historii Igrzyskach Afroazjatyckich. W ćwierćfinale tych igrzysk pokonał reprezentanta Kenii Michela Gashumbę, wygrywając na punkty (26:7). W półfinale jego przeciwnikiem był Paulus Ambunda. Półfinałowa walka zakończyła się zwycięstwem Kumara, który wygrał na punkty (44:25). W finale tych zawodów pokonał na punkty (20:16) reprezentanta Filipin Violito Paylę, zdobywając złoty medal w kategorii muszej.
W 2004 został finalistą turnieju kwalifikacyjnego dla Azji na Igrzyska Olimpijskie w Atenach, zajmując drugą pozycję. Na igrzyskach olimpijskich rywalizował w kategorii muszej. W pierwszej walce rywalem Kumara był Jérôme Thomas, który zwyciężył wysoko na punkty (37:16). Na igrzyskach ponownie rywalizował w 2008, doszedł tam do ćwierćfinału.
W roku 2005 został laureatem nagrody Arjuna Award.